# Debraj Pradhan
Debraj Pradhan es un diplomático indio.
- En agosto de 1981 entró al Indian Foreign Service.
- De diciembre de 1982 a enero de 1986 fue tercer Secretario / segundo secretario de Alta Comisión en Nairobi.
- De febrero de 1986 a julio de 1989 fue Alto Comisionado adjunto en Rajshahi, Bangladés.
- De agosto de 1989 a agosto de 1992 fue primer secretario de embajada en Viena.
- De septiembre de 1992 a julio de 1995 fue secretario adjunto en el Departamento Bangladés en el Ministerio de Asuntos Exteriores (India), Nueva Delhi.
- De agosto de 1995 a julio de 1998, fue primer secretario y más tarde Consejero de supervisar los asuntos comerciales de embajada en Buenos Aires.
- De septiembre de 1998 a julio de 2001 fue empleado en la Alto Comisión en Lagos.
- De agosto de 2001 a diciembre de 2005 fue consejero y luego ministro de embajada en La Haya.
- De enero de 2006 a febrero de 2009 fue ministro y más tarde Jefe Adjunto de embajada en Teherán.
- De febrero de 2009 a 2011 fue Jefe de la División de Derecho a la Información en el Ministerio de Asuntos Exteriores (India).
- De octubre de 2011 a febrero de 2014 fue embajador en Luanda (Angola).
- El 4 de marzo de 2014 llegó a Santiago de Chile donde presentó sus credenciales a Michelle Bachelet el 8 de abril de 2014.[1]